# Upkuarok Creek
Der Upkuarok Creek ist ein 44 Kilometer langer Zufluss der Tschuktschensee auf der Seward-Halbinsel im Westen des US-Bundesstaats Alaska. 

## Verlauf
Der Upkuarok Creek entspringt in einem Hügelland nördlich der York Mountains auf einer Höhe von etwa 150 m. Er durchfließt das Küstentiefland in nordnordwestlicher bis nördlicher Richtung. Dabei bildet der Fluss zahlreiche teils enge Flussschlingen. Der Upkuarok Creek mündet schließlich in die Ikpek Lagoon, eine Lagune an der Westküste der Seward-Halbinsel, die durch einen Sandstreifen von der Tschuktschensee getrennt wird. Die letzten acht Kilometer des Flusses liegen im Schutzgebiet Bering Land Bridge National Preserve.

## Einzugsgebiet
Das etwa 130 km² große Einzugsgebiet des Upkuarok Creek erstreckt sich über ein Küstentiefland im äußersten Westen der Seward-Halbinsel. Es grenzt im Osten an das Einzugsgebiet des Nuluk River sowie im Süden und im Westen an das des Pinguk River.

## Name
Der Name stammt von einem Prospektor und wurde 1956 vom U.S. Geological Survey (USGS) veröffentlicht.